# Латцеля тема
Те́ма Ла́тцеля — тема в шаховій композиції. Суть теми — першим ходом біла фігура розв'язує одну чорну фігуру і зв'язує для загрози іншу чорну фігуру. В захисті розв'язана чорна фігура зв'язує білу фігуру, яка грозить матом, але розв'язує іншу білу фігуру, яка й оголошує мат.

## Історія
Цю ідею запропонував в 1930 році німецький шаховий композитор Герхард Пауль Латцель (28.08.1912 — 14.09.1980).
В початковій позиції біла фігура зв'язана чорною фігурою, яка в свою чергу зв'язана іншою білою фігурою. Вступним ходом білі розв'язують цю чорну фігуру і зв'язують іншу чорну фігуру для створення загрози мату. Розв'язана чорна фігура зв'язує білу фігуру, яка грозить матом, але розв'язує іншу білу фігуру, що була зв'язана в початковій позиції і тепер ця біла фігура оголошує мат.
Ця насичена стратегією ідея дістала назву — тема Латцеля.
|   | a | b | c | d | e | f | g | h |   |
| 8 | g8 чорний кінь · g6 чорний пішак · a5 чорний кінь · d5 чорна тура · e5 чорний пішак · b4 білий ферзь · d4 чорний ферзь · e4 чорний король · g4 білий кінь · e3 білий кінь · g3 білий пішак · c2 білий пішак · e2 біла тура · a1 білий слон · f1 біла тура · g1 білий король · h1 чорний слон | g8 чорний кінь · g6 чорний пішак · a5 чорний кінь · d5 чорна тура · e5 чорний пішак · b4 білий ферзь · d4 чорний ферзь · e4 чорний король · g4 білий кінь · e3 білий кінь · g3 білий пішак · c2 білий пішак · e2 біла тура · a1 білий слон · f1 біла тура · g1 білий король · h1 чорний слон | g8 чорний кінь · g6 чорний пішак · a5 чорний кінь · d5 чорна тура · e5 чорний пішак · b4 білий ферзь · d4 чорний ферзь · e4 чорний король · g4 білий кінь · e3 білий кінь · g3 білий пішак · c2 білий пішак · e2 біла тура · a1 білий слон · f1 біла тура · g1 білий король · h1 чорний слон | g8 чорний кінь · g6 чорний пішак · a5 чорний кінь · d5 чорна тура · e5 чорний пішак · b4 білий ферзь · d4 чорний ферзь · e4 чорний король · g4 білий кінь · e3 білий кінь · g3 білий пішак · c2 білий пішак · e2 біла тура · a1 білий слон · f1 біла тура · g1 білий король · h1 чорний слон | g8 чорний кінь · g6 чорний пішак · a5 чорний кінь · d5 чорна тура · e5 чорний пішак · b4 білий ферзь · d4 чорний ферзь · e4 чорний король · g4 білий кінь · e3 білий кінь · g3 білий пішак · c2 білий пішак · e2 біла тура · a1 білий слон · f1 біла тура · g1 білий король · h1 чорний слон | g8 чорний кінь · g6 чорний пішак · a5 чорний кінь · d5 чорна тура · e5 чорний пішак · b4 білий ферзь · d4 чорний ферзь · e4 чорний король · g4 білий кінь · e3 білий кінь · g3 білий пішак · c2 білий пішак · e2 біла тура · a1 білий слон · f1 біла тура · g1 білий король · h1 чорний слон | g8 чорний кінь · g6 чорний пішак · a5 чорний кінь · d5 чорна тура · e5 чорний пішак · b4 білий ферзь · d4 чорний ферзь · e4 чорний король · g4 білий кінь · e3 білий кінь · g3 білий пішак · c2 білий пішак · e2 біла тура · a1 білий слон · f1 біла тура · g1 білий король · h1 чорний слон | g8 чорний кінь · g6 чорний пішак · a5 чорний кінь · d5 чорна тура · e5 чорний пішак · b4 білий ферзь · d4 чорний ферзь · e4 чорний король · g4 білий кінь · e3 білий кінь · g3 білий пішак · c2 білий пішак · e2 біла тура · a1 білий слон · f1 біла тура · g1 білий король · h1 чорний слон | 8 |
| 7 | g8 чорний кінь · g6 чорний пішак · a5 чорний кінь · d5 чорна тура · e5 чорний пішак · b4 білий ферзь · d4 чорний ферзь · e4 чорний король · g4 білий кінь · e3 білий кінь · g3 білий пішак · c2 білий пішак · e2 біла тура · a1 білий слон · f1 біла тура · g1 білий король · h1 чорний слон | g8 чорний кінь · g6 чорний пішак · a5 чорний кінь · d5 чорна тура · e5 чорний пішак · b4 білий ферзь · d4 чорний ферзь · e4 чорний король · g4 білий кінь · e3 білий кінь · g3 білий пішак · c2 білий пішак · e2 біла тура · a1 білий слон · f1 біла тура · g1 білий король · h1 чорний слон | g8 чорний кінь · g6 чорний пішак · a5 чорний кінь · d5 чорна тура · e5 чорний пішак · b4 білий ферзь · d4 чорний ферзь · e4 чорний король · g4 білий кінь · e3 білий кінь · g3 білий пішак · c2 білий пішак · e2 біла тура · a1 білий слон · f1 біла тура · g1 білий король · h1 чорний слон | g8 чорний кінь · g6 чорний пішак · a5 чорний кінь · d5 чорна тура · e5 чорний пішак · b4 білий ферзь · d4 чорний ферзь · e4 чорний король · g4 білий кінь · e3 білий кінь · g3 білий пішак · c2 білий пішак · e2 біла тура · a1 білий слон · f1 біла тура · g1 білий король · h1 чорний слон | g8 чорний кінь · g6 чорний пішак · a5 чорний кінь · d5 чорна тура · e5 чорний пішак · b4 білий ферзь · d4 чорний ферзь · e4 чорний король · g4 білий кінь · e3 білий кінь · g3 білий пішак · c2 білий пішак · e2 біла тура · a1 білий слон · f1 біла тура · g1 білий король · h1 чорний слон | g8 чорний кінь · g6 чорний пішак · a5 чорний кінь · d5 чорна тура · e5 чорний пішак · b4 білий ферзь · d4 чорний ферзь · e4 чорний король · g4 білий кінь · e3 білий кінь · g3 білий пішак · c2 білий пішак · e2 біла тура · a1 білий слон · f1 біла тура · g1 білий король · h1 чорний слон | g8 чорний кінь · g6 чорний пішак · a5 чорний кінь · d5 чорна тура · e5 чорний пішак · b4 білий ферзь · d4 чорний ферзь · e4 чорний король · g4 білий кінь · e3 білий кінь · g3 білий пішак · c2 білий пішак · e2 біла тура · a1 білий слон · f1 біла тура · g1 білий король · h1 чорний слон | g8 чорний кінь · g6 чорний пішак · a5 чорний кінь · d5 чорна тура · e5 чорний пішак · b4 білий ферзь · d4 чорний ферзь · e4 чорний король · g4 білий кінь · e3 білий кінь · g3 білий пішак · c2 білий пішак · e2 біла тура · a1 білий слон · f1 біла тура · g1 білий король · h1 чорний слон | 7 |
| 6 | g8 чорний кінь · g6 чорний пішак · a5 чорний кінь · d5 чорна тура · e5 чорний пішак · b4 білий ферзь · d4 чорний ферзь · e4 чорний король · g4 білий кінь · e3 білий кінь · g3 білий пішак · c2 білий пішак · e2 біла тура · a1 білий слон · f1 біла тура · g1 білий король · h1 чорний слон | g8 чорний кінь · g6 чорний пішак · a5 чорний кінь · d5 чорна тура · e5 чорний пішак · b4 білий ферзь · d4 чорний ферзь · e4 чорний король · g4 білий кінь · e3 білий кінь · g3 білий пішак · c2 білий пішак · e2 біла тура · a1 білий слон · f1 біла тура · g1 білий король · h1 чорний слон | g8 чорний кінь · g6 чорний пішак · a5 чорний кінь · d5 чорна тура · e5 чорний пішак · b4 білий ферзь · d4 чорний ферзь · e4 чорний король · g4 білий кінь · e3 білий кінь · g3 білий пішак · c2 білий пішак · e2 біла тура · a1 білий слон · f1 біла тура · g1 білий король · h1 чорний слон | g8 чорний кінь · g6 чорний пішак · a5 чорний кінь · d5 чорна тура · e5 чорний пішак · b4 білий ферзь · d4 чорний ферзь · e4 чорний король · g4 білий кінь · e3 білий кінь · g3 білий пішак · c2 білий пішак · e2 біла тура · a1 білий слон · f1 біла тура · g1 білий король · h1 чорний слон | g8 чорний кінь · g6 чорний пішак · a5 чорний кінь · d5 чорна тура · e5 чорний пішак · b4 білий ферзь · d4 чорний ферзь · e4 чорний король · g4 білий кінь · e3 білий кінь · g3 білий пішак · c2 білий пішак · e2 біла тура · a1 білий слон · f1 біла тура · g1 білий король · h1 чорний слон | g8 чорний кінь · g6 чорний пішак · a5 чорний кінь · d5 чорна тура · e5 чорний пішак · b4 білий ферзь · d4 чорний ферзь · e4 чорний король · g4 білий кінь · e3 білий кінь · g3 білий пішак · c2 білий пішак · e2 біла тура · a1 білий слон · f1 біла тура · g1 білий король · h1 чорний слон | g8 чорний кінь · g6 чорний пішак · a5 чорний кінь · d5 чорна тура · e5 чорний пішак · b4 білий ферзь · d4 чорний ферзь · e4 чорний король · g4 білий кінь · e3 білий кінь · g3 білий пішак · c2 білий пішак · e2 біла тура · a1 білий слон · f1 біла тура · g1 білий король · h1 чорний слон | g8 чорний кінь · g6 чорний пішак · a5 чорний кінь · d5 чорна тура · e5 чорний пішак · b4 білий ферзь · d4 чорний ферзь · e4 чорний король · g4 білий кінь · e3 білий кінь · g3 білий пішак · c2 білий пішак · e2 біла тура · a1 білий слон · f1 біла тура · g1 білий король · h1 чорний слон | 6 |
| 5 | g8 чорний кінь · g6 чорний пішак · a5 чорний кінь · d5 чорна тура · e5 чорний пішак · b4 білий ферзь · d4 чорний ферзь · e4 чорний король · g4 білий кінь · e3 білий кінь · g3 білий пішак · c2 білий пішак · e2 біла тура · a1 білий слон · f1 біла тура · g1 білий король · h1 чорний слон | g8 чорний кінь · g6 чорний пішак · a5 чорний кінь · d5 чорна тура · e5 чорний пішак · b4 білий ферзь · d4 чорний ферзь · e4 чорний король · g4 білий кінь · e3 білий кінь · g3 білий пішак · c2 білий пішак · e2 біла тура · a1 білий слон · f1 біла тура · g1 білий король · h1 чорний слон | g8 чорний кінь · g6 чорний пішак · a5 чорний кінь · d5 чорна тура · e5 чорний пішак · b4 білий ферзь · d4 чорний ферзь · e4 чорний король · g4 білий кінь · e3 білий кінь · g3 білий пішак · c2 білий пішак · e2 біла тура · a1 білий слон · f1 біла тура · g1 білий король · h1 чорний слон | g8 чорний кінь · g6 чорний пішак · a5 чорний кінь · d5 чорна тура · e5 чорний пішак · b4 білий ферзь · d4 чорний ферзь · e4 чорний король · g4 білий кінь · e3 білий кінь · g3 білий пішак · c2 білий пішак · e2 біла тура · a1 білий слон · f1 біла тура · g1 білий король · h1 чорний слон | g8 чорний кінь · g6 чорний пішак · a5 чорний кінь · d5 чорна тура · e5 чорний пішак · b4 білий ферзь · d4 чорний ферзь · e4 чорний король · g4 білий кінь · e3 білий кінь · g3 білий пішак · c2 білий пішак · e2 біла тура · a1 білий слон · f1 біла тура · g1 білий король · h1 чорний слон | g8 чорний кінь · g6 чорний пішак · a5 чорний кінь · d5 чорна тура · e5 чорний пішак · b4 білий ферзь · d4 чорний ферзь · e4 чорний король · g4 білий кінь · e3 білий кінь · g3 білий пішак · c2 білий пішак · e2 біла тура · a1 білий слон · f1 біла тура · g1 білий король · h1 чорний слон | g8 чорний кінь · g6 чорний пішак · a5 чорний кінь · d5 чорна тура · e5 чорний пішак · b4 білий ферзь · d4 чорний ферзь · e4 чорний король · g4 білий кінь · e3 білий кінь · g3 білий пішак · c2 білий пішак · e2 біла тура · a1 білий слон · f1 біла тура · g1 білий король · h1 чорний слон | g8 чорний кінь · g6 чорний пішак · a5 чорний кінь · d5 чорна тура · e5 чорний пішак · b4 білий ферзь · d4 чорний ферзь · e4 чорний король · g4 білий кінь · e3 білий кінь · g3 білий пішак · c2 білий пішак · e2 біла тура · a1 білий слон · f1 біла тура · g1 білий король · h1 чорний слон | 5 |
| 4 | g8 чорний кінь · g6 чорний пішак · a5 чорний кінь · d5 чорна тура · e5 чорний пішак · b4 білий ферзь · d4 чорний ферзь · e4 чорний король · g4 білий кінь · e3 білий кінь · g3 білий пішак · c2 білий пішак · e2 біла тура · a1 білий слон · f1 біла тура · g1 білий король · h1 чорний слон | g8 чорний кінь · g6 чорний пішак · a5 чорний кінь · d5 чорна тура · e5 чорний пішак · b4 білий ферзь · d4 чорний ферзь · e4 чорний король · g4 білий кінь · e3 білий кінь · g3 білий пішак · c2 білий пішак · e2 біла тура · a1 білий слон · f1 біла тура · g1 білий король · h1 чорний слон | g8 чорний кінь · g6 чорний пішак · a5 чорний кінь · d5 чорна тура · e5 чорний пішак · b4 білий ферзь · d4 чорний ферзь · e4 чорний король · g4 білий кінь · e3 білий кінь · g3 білий пішак · c2 білий пішак · e2 біла тура · a1 білий слон · f1 біла тура · g1 білий король · h1 чорний слон | g8 чорний кінь · g6 чорний пішак · a5 чорний кінь · d5 чорна тура · e5 чорний пішак · b4 білий ферзь · d4 чорний ферзь · e4 чорний король · g4 білий кінь · e3 білий кінь · g3 білий пішак · c2 білий пішак · e2 біла тура · a1 білий слон · f1 біла тура · g1 білий король · h1 чорний слон | g8 чорний кінь · g6 чорний пішак · a5 чорний кінь · d5 чорна тура · e5 чорний пішак · b4 білий ферзь · d4 чорний ферзь · e4 чорний король · g4 білий кінь · e3 білий кінь · g3 білий пішак · c2 білий пішак · e2 біла тура · a1 білий слон · f1 біла тура · g1 білий король · h1 чорний слон | g8 чорний кінь · g6 чорний пішак · a5 чорний кінь · d5 чорна тура · e5 чорний пішак · b4 білий ферзь · d4 чорний ферзь · e4 чорний король · g4 білий кінь · e3 білий кінь · g3 білий пішак · c2 білий пішак · e2 біла тура · a1 білий слон · f1 біла тура · g1 білий король · h1 чорний слон | g8 чорний кінь · g6 чорний пішак · a5 чорний кінь · d5 чорна тура · e5 чорний пішак · b4 білий ферзь · d4 чорний ферзь · e4 чорний король · g4 білий кінь · e3 білий кінь · g3 білий пішак · c2 білий пішак · e2 біла тура · a1 білий слон · f1 біла тура · g1 білий король · h1 чорний слон | g8 чорний кінь · g6 чорний пішак · a5 чорний кінь · d5 чорна тура · e5 чорний пішак · b4 білий ферзь · d4 чорний ферзь · e4 чорний король · g4 білий кінь · e3 білий кінь · g3 білий пішак · c2 білий пішак · e2 біла тура · a1 білий слон · f1 біла тура · g1 білий король · h1 чорний слон | 4 |
| 3 | g8 чорний кінь · g6 чорний пішак · a5 чорний кінь · d5 чорна тура · e5 чорний пішак · b4 білий ферзь · d4 чорний ферзь · e4 чорний король · g4 білий кінь · e3 білий кінь · g3 білий пішак · c2 білий пішак · e2 біла тура · a1 білий слон · f1 біла тура · g1 білий король · h1 чорний слон | g8 чорний кінь · g6 чорний пішак · a5 чорний кінь · d5 чорна тура · e5 чорний пішак · b4 білий ферзь · d4 чорний ферзь · e4 чорний король · g4 білий кінь · e3 білий кінь · g3 білий пішак · c2 білий пішак · e2 біла тура · a1 білий слон · f1 біла тура · g1 білий король · h1 чорний слон | g8 чорний кінь · g6 чорний пішак · a5 чорний кінь · d5 чорна тура · e5 чорний пішак · b4 білий ферзь · d4 чорний ферзь · e4 чорний король · g4 білий кінь · e3 білий кінь · g3 білий пішак · c2 білий пішак · e2 біла тура · a1 білий слон · f1 біла тура · g1 білий король · h1 чорний слон | g8 чорний кінь · g6 чорний пішак · a5 чорний кінь · d5 чорна тура · e5 чорний пішак · b4 білий ферзь · d4 чорний ферзь · e4 чорний король · g4 білий кінь · e3 білий кінь · g3 білий пішак · c2 білий пішак · e2 біла тура · a1 білий слон · f1 біла тура · g1 білий король · h1 чорний слон | g8 чорний кінь · g6 чорний пішак · a5 чорний кінь · d5 чорна тура · e5 чорний пішак · b4 білий ферзь · d4 чорний ферзь · e4 чорний король · g4 білий кінь · e3 білий кінь · g3 білий пішак · c2 білий пішак · e2 біла тура · a1 білий слон · f1 біла тура · g1 білий король · h1 чорний слон | g8 чорний кінь · g6 чорний пішак · a5 чорний кінь · d5 чорна тура · e5 чорний пішак · b4 білий ферзь · d4 чорний ферзь · e4 чорний король · g4 білий кінь · e3 білий кінь · g3 білий пішак · c2 білий пішак · e2 біла тура · a1 білий слон · f1 біла тура · g1 білий король · h1 чорний слон | g8 чорний кінь · g6 чорний пішак · a5 чорний кінь · d5 чорна тура · e5 чорний пішак · b4 білий ферзь · d4 чорний ферзь · e4 чорний король · g4 білий кінь · e3 білий кінь · g3 білий пішак · c2 білий пішак · e2 біла тура · a1 білий слон · f1 біла тура · g1 білий король · h1 чорний слон | g8 чорний кінь · g6 чорний пішак · a5 чорний кінь · d5 чорна тура · e5 чорний пішак · b4 білий ферзь · d4 чорний ферзь · e4 чорний король · g4 білий кінь · e3 білий кінь · g3 білий пішак · c2 білий пішак · e2 біла тура · a1 білий слон · f1 біла тура · g1 білий король · h1 чорний слон | 3 |
| 2 | g8 чорний кінь · g6 чорний пішак · a5 чорний кінь · d5 чорна тура · e5 чорний пішак · b4 білий ферзь · d4 чорний ферзь · e4 чорний король · g4 білий кінь · e3 білий кінь · g3 білий пішак · c2 білий пішак · e2 біла тура · a1 білий слон · f1 біла тура · g1 білий король · h1 чорний слон | g8 чорний кінь · g6 чорний пішак · a5 чорний кінь · d5 чорна тура · e5 чорний пішак · b4 білий ферзь · d4 чорний ферзь · e4 чорний король · g4 білий кінь · e3 білий кінь · g3 білий пішак · c2 білий пішак · e2 біла тура · a1 білий слон · f1 біла тура · g1 білий король · h1 чорний слон | g8 чорний кінь · g6 чорний пішак · a5 чорний кінь · d5 чорна тура · e5 чорний пішак · b4 білий ферзь · d4 чорний ферзь · e4 чорний король · g4 білий кінь · e3 білий кінь · g3 білий пішак · c2 білий пішак · e2 біла тура · a1 білий слон · f1 біла тура · g1 білий король · h1 чорний слон | g8 чорний кінь · g6 чорний пішак · a5 чорний кінь · d5 чорна тура · e5 чорний пішак · b4 білий ферзь · d4 чорний ферзь · e4 чорний король · g4 білий кінь · e3 білий кінь · g3 білий пішак · c2 білий пішак · e2 біла тура · a1 білий слон · f1 біла тура · g1 білий король · h1 чорний слон | g8 чорний кінь · g6 чорний пішак · a5 чорний кінь · d5 чорна тура · e5 чорний пішак · b4 білий ферзь · d4 чорний ферзь · e4 чорний король · g4 білий кінь · e3 білий кінь · g3 білий пішак · c2 білий пішак · e2 біла тура · a1 білий слон · f1 біла тура · g1 білий король · h1 чорний слон | g8 чорний кінь · g6 чорний пішак · a5 чорний кінь · d5 чорна тура · e5 чорний пішак · b4 білий ферзь · d4 чорний ферзь · e4 чорний король · g4 білий кінь · e3 білий кінь · g3 білий пішак · c2 білий пішак · e2 біла тура · a1 білий слон · f1 біла тура · g1 білий король · h1 чорний слон | g8 чорний кінь · g6 чорний пішак · a5 чорний кінь · d5 чорна тура · e5 чорний пішак · b4 білий ферзь · d4 чорний ферзь · e4 чорний король · g4 білий кінь · e3 білий кінь · g3 білий пішак · c2 білий пішак · e2 біла тура · a1 білий слон · f1 біла тура · g1 білий король · h1 чорний слон | g8 чорний кінь · g6 чорний пішак · a5 чорний кінь · d5 чорна тура · e5 чорний пішак · b4 білий ферзь · d4 чорний ферзь · e4 чорний король · g4 білий кінь · e3 білий кінь · g3 білий пішак · c2 білий пішак · e2 біла тура · a1 білий слон · f1 біла тура · g1 білий король · h1 чорний слон | 2 |
| 1 | g8 чорний кінь · g6 чорний пішак · a5 чорний кінь · d5 чорна тура · e5 чорний пішак · b4 білий ферзь · d4 чорний ферзь · e4 чорний король · g4 білий кінь · e3 білий кінь · g3 білий пішак · c2 білий пішак · e2 біла тура · a1 білий слон · f1 біла тура · g1 білий король · h1 чорний слон | g8 чорний кінь · g6 чорний пішак · a5 чорний кінь · d5 чорна тура · e5 чорний пішак · b4 білий ферзь · d4 чорний ферзь · e4 чорний король · g4 білий кінь · e3 білий кінь · g3 білий пішак · c2 білий пішак · e2 біла тура · a1 білий слон · f1 біла тура · g1 білий король · h1 чорний слон | g8 чорний кінь · g6 чорний пішак · a5 чорний кінь · d5 чорна тура · e5 чорний пішак · b4 білий ферзь · d4 чорний ферзь · e4 чорний король · g4 білий кінь · e3 білий кінь · g3 білий пішак · c2 білий пішак · e2 біла тура · a1 білий слон · f1 біла тура · g1 білий король · h1 чорний слон | g8 чорний кінь · g6 чорний пішак · a5 чорний кінь · d5 чорна тура · e5 чорний пішак · b4 білий ферзь · d4 чорний ферзь · e4 чорний король · g4 білий кінь · e3 білий кінь · g3 білий пішак · c2 білий пішак · e2 біла тура · a1 білий слон · f1 біла тура · g1 білий король · h1 чорний слон | g8 чорний кінь · g6 чорний пішак · a5 чорний кінь · d5 чорна тура · e5 чорний пішак · b4 білий ферзь · d4 чорний ферзь · e4 чорний король · g4 білий кінь · e3 білий кінь · g3 білий пішак · c2 білий пішак · e2 біла тура · a1 білий слон · f1 біла тура · g1 білий король · h1 чорний слон | g8 чорний кінь · g6 чорний пішак · a5 чорний кінь · d5 чорна тура · e5 чорний пішак · b4 білий ферзь · d4 чорний ферзь · e4 чорний король · g4 білий кінь · e3 білий кінь · g3 білий пішак · c2 білий пішак · e2 біла тура · a1 білий слон · f1 біла тура · g1 білий король · h1 чорний слон | g8 чорний кінь · g6 чорний пішак · a5 чорний кінь · d5 чорна тура · e5 чорний пішак · b4 білий ферзь · d4 чорний ферзь · e4 чорний король · g4 білий кінь · e3 білий кінь · g3 білий пішак · c2 білий пішак · e2 біла тура · a1 білий слон · f1 біла тура · g1 білий король · h1 чорний слон | g8 чорний кінь · g6 чорний пішак · a5 чорний кінь · d5 чорна тура · e5 чорний пішак · b4 білий ферзь · d4 чорний ферзь · e4 чорний король · g4 білий кінь · e3 білий кінь · g3 білий пішак · c2 білий пішак · e2 біла тура · a1 білий слон · f1 біла тура · g1 білий король · h1 чорний слон | 1 |
|   | a | b | c | d | e | f | g | h |   |

FEN: 6n1/8/6p1/n2rp3/1Q1qk1N1/4N1P1/2P1R3/B4RKb

1. Qe7! ~ 2. Rf4#
1. ... Qxa1 2. Sf5#
1. ... Qd1  2. Sxd1#
- — - — - — -
1. ... Bf3    2. Sf2#
1. ... Qxe3+ 2. Rxe3#
1. ... Sxe7  2. Sf6#
1. ... g5     2. Qh7#
В початковій позиції є зв'язка чорного ферзя, але білі не в змозі використати цю зв'язку для рішення задачі, вони розв'язують цю фігуру і для створення загрози зв'язують чорного пішака. Чорні також в початковій позиції мають створену зв'язку, але рятуючись від загрози зв'язують білу туру, а розв'язаний білий кінь оголошує мат. 